# 伊朗伊斯兰共和国广播电视台
伊朗伊斯兰共和国广播电视台（波斯語：سازمان صدا و سیمای جمهوری اسلامی ایران）是伊朗第一家广播电台，成立于1938年。是伊朗唯一覆盖全国的广播电视媒体，在伊朗占据绝对强势地位。

## 概况

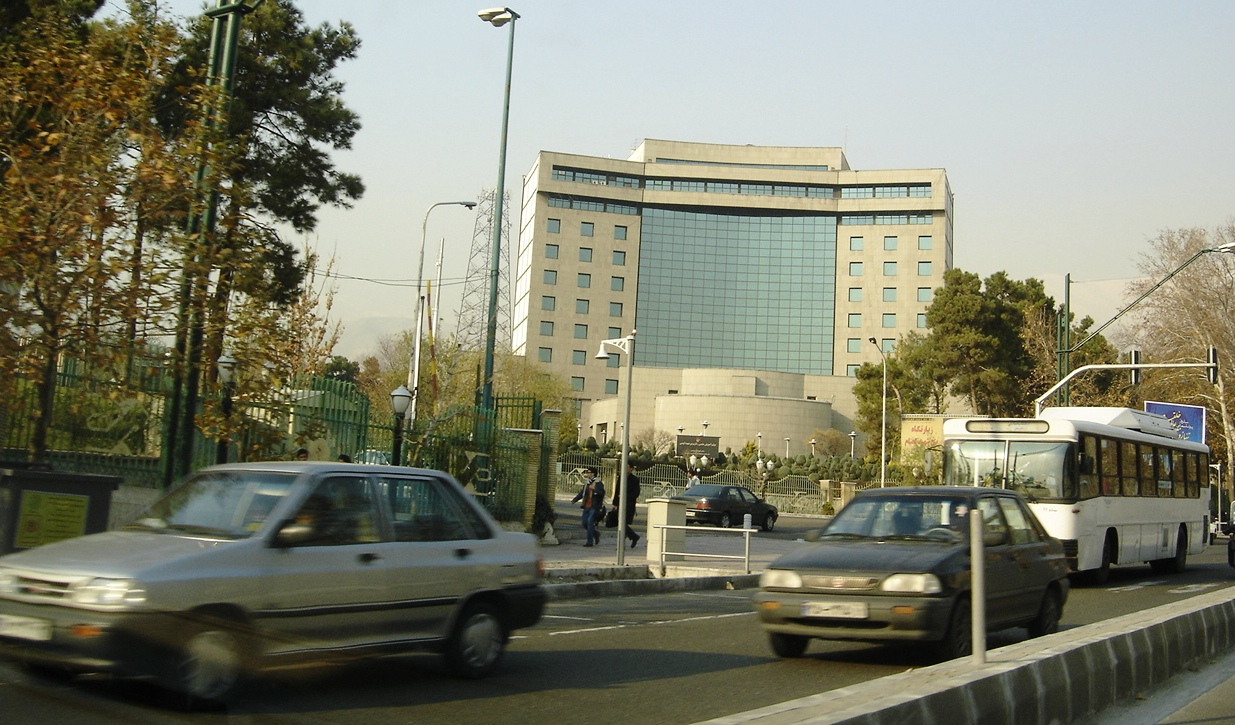
伊朗伊斯兰共和国广播电视台总部大楼

### 電視
IRIB的電視同时承担对内、对外播出功能分成26個全國頻道（含4個網路頻道），另外16个对外频道以4種语言对全球播出。除国家电視台之外，另31个省都设有省级台；荷姆茲甘省除省級電視台外；基什島也設有IRIB地方電視頻道。

### 廣播
IRIB的广播共有18个频率，同时承担对内、对外广播功能，其中的11个频率使用波斯语对内广播，另外7个对外频率以30种语言对全球广播。IRIB网站使用波斯语、英语两种文字，除电台介绍、滚动新闻、服务信息之外，所有广播频率都可实现网上点播。此外，IRIB还拥有自己的报纸和杂志。
作为政府喉舌，目前伊朗全部广播電視资源均由国家掌控，采取两级办广播的方式。除国家电台之外，31个省各设有一家省级台，市、县一级不设电台（与越南类似）。全国共有广播频率80多个。
多年来，伊朗广播電視不断发展，收听（視）率和社会影响力与日俱增。

### 遭遇空袭
2025年以色列空袭伊朗期间，该电视台于6月17日遭到以军空袭并受损。

## 华语广播
该台曾开设有中文广播，通过短波每天播出两小时。对德黑兰使用调频播出1小时。华语广播呼号为“伊朗伊斯兰共和国对外广播电台华语台”。
在华语广播开台时，先播放伊朗国歌，然后播送《古兰经》及中文翻译，之后播出新闻及其它专题节目。
华语短波广播已于2018年9月23日停播。